# Sturzkampfgeschwader 77
Das Sturzkampfgeschwader 77 war ein Verband der Luftwaffe der Wehrmacht im Zweiten Weltkrieg. Als Sturzkampfgeschwader, ausgestattet mit Sturzkampfbombern vom Typ Junkers Ju 87, führte es Luftangriffe im Sturzflugverfahren mit Bomben auf zugewiesene Ziele durch. Das Geschwader beteiligte sich am Überfall auf Polen, dem Westfeldzug, der Luftschlacht um England, dem Balkanfeldzug und dem Deutsch-Sowjetischen Krieg. Nach der Umbenennung in Schlachtgeschwader 77 war es mit Schlachtfliegern vom Typ Junkers Ju 87 und später Focke-Wulf Fw 190 ausgestattet und führte Luftangriffe mit Bomben und Bordwaffen unmittelbar zur Unterstützung der Bodentruppen durch.

## Aufstellung
Die Geschichte der I. Gruppe begann bereits 1936. Zunächst als I. Gruppe des Sturzkampfgeschwaders 162 aufgestellt und im Juni 1936 weiter als I. Gruppe in Sturzkampfgeschwader 165 umbenannt, folgte am 1. Mai 1939 die Neubezeichnung als I. Gruppe des Sturzkampfgeschwaders 51 bis sie schließlich am 15. Mai 1939 zur I. Gruppe des Sturzkampfgeschwaders 77 wurde. Ab 18. Oktober 1943 wurde sie dann in I. Gruppe/Schlachtgeschwader 77 umbenannt. Auch die Geschichte der II. Gruppe begann frühzeitig. 1937 aus der II. Gruppe des Sturzkampfgeschwaders 165 in Schweinfurt aufgestellt, erhielt sie am 1. Mai 1939 die Bezeichnung II. Gruppe/Sturzkampfgeschwaders 77. Am 28. Dezember wurde sie als III. Gruppe/Schlachtgeschwader 10 ausgegliedert. Gleichzeitig wurde die bisherige I. Gruppe des Schlachtgeschwaders 1 als neue II. Gruppe eingegliedert. Die III. Gruppe des Schlachtgeschwaders 77 wurde am 9. Juli 1940 aus der bisherigen II. Gruppe des Kampfgeschwaders 76 gebildet. Ab dem 18. Oktober 1943 wurde sie nunmehr unter der Bezeichnung III. Gruppe im Schlachtgeschwader 77 geführt. Die Geschwaderkennung war S2.

## Gliederung
Das Geschwader hatte am 5. Juli 1943 einen Geschwaderstab und die I. bis III. Gruppe. Die drei Gruppen waren in Staffeln unterteilt. Die 1. bis 3. Staffel gehörte der I. Gruppe, die 4. bis 6. Staffel der II. Gruppe und die 7. bis 9. Staffel der III. Gruppe an. Jede Staffel, geführt durch ein Staffelkapitän, war in drei Schwärme mit je vier Flugzeugen unterteilt. Daraus ergab sich eine Sollstärke der Sturzkampfgruppe von 36 Flugzeugen in den drei Staffeln und 3 Flugzeugen für die Gruppenstabsstaffel mit dem Gruppenkommandeur. Dies ergab bei drei Sturzkampfgruppen eine Sollstärke von 117 Flugzeugen und 3 Flugzeuge für den Geschwaderkommodore und seinen Stab. Daraus ergibt sich eine Sollstärke von 120 Flugzeugen zu dieser Zeit.

## Geschichte

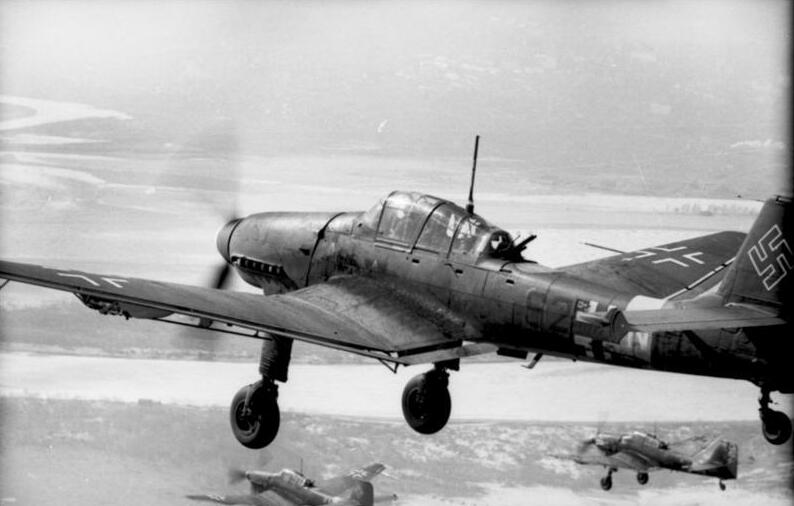
Eine Staffel Ju 87 des Sturzkampfgeschwaders 77 im Formationsflug.

Das Sturzkampfgeschwader 77 wurde Anfang Mai 1939 mit zunächst zwei Gruppen aus verschiedenen anderen Gruppen gebildet. Seinen ersten Einsatz hatte es mit beiden Gruppen während des Überfalls auf Polen, als es dem Fliegerführer z.b.V. innerhalb der Luftflotte 4 unterstellt war. Teile des Geschwaders nahmen am 1. September an den Luftangriffen auf Wielun teil. Militärische Ziele waren durch die Flugzeugführer nicht festgestellt worden. Da es sich um einen Angriff auf ein nicht militärisches Ziel handelte, sei die Bombardierung als Kriegsverbrechen zu werten. Anschließend flogen die Gruppen I und II von den Flugplätzen Köln-Butzweilerhof und Aachen-Merzbrück im Westfeldzug im Rahmen des VIII. Fliegerkorps. Während der sich anschließenden Luftschlacht um England lag das gesamte Geschwader im Raum Caen auf den Plätzen in Guise, Carillon, Flers und Maltot. Nach weiteren Luftangriffen auf Südengland nahm das Geschwader ab Frühjahr 1941 unter dem Fliegerführer Graz und dem Fliegerführer Arad der Luftflotte 4 am Balkanfeldzug teil. Anschließend im Zuge des Unternehmens Barbarossa an die Ostfront verlegt, flog es im Rahmen der Heeresgruppe Mitte im II. Fliegerkorps zahlreiche Einsätze. Einer der ersten Angriffe wurde am 22. Juni 1941 bereits um 3 Uhr 33 gegen die Grenzfestung Brest geflogen. 1942 dem VIII. Fliegerkorps unterstellt, folgten hier weitere Einsätze bei der Schlacht um Sewastopol. Am 15. Juli 1942 meldete das Geschwader seinen 30.000 Feindflug. 1943 erfolgten weitere Einsätze im Bereich der Luftflotte 4 in Südrussland. Das Geschwader mit seinen drei Gruppen nahm ab 5. Juli 1943 am Unternehmen Zitadelle teil. Unter der Luftflotte 4 dem VIII. Fliegerkorps zugeteilt, unterstützte sie den südlichen Angriffskeil beim letztendlich gescheiterten Angriff in Richtung Kursk. Am 18. Oktober 1943 wurde das Geschwader in Schlachtgeschwader 77 umbenannt. Zugleich trat die Panzerjägerstaffel des Sturzkampfgeschwader 1 als 10.(Pz)/SG 77 vorübergehend zum Geschwader über, wurde aber am 27. Januar 1944 wieder ausgegliedert. Ab Juni 1944 wurde das Geschwader auf Fw 190 umgerüstet. Bereits am 1. Mai 1944 hatte das Geschwader seinen 100.000 Feindflug verzeichnet. Bei Kriegsende stand es immer noch an der Ostfront, war jedoch aufgrund von deren weit westlicher Lage praktisch in der Reichsverteidigung eingesetzt.

## Kommandeure

### Geschwaderkommodore
| Dienstgrad     | Name                                   | Datum                                 |
| -------------- | -------------------------------------- | ------------------------------------- |
| Oberst         | Günter Schwartzkopff                   | 1. Juni 1939 bis 14. Mai 1940         |
| Major          | Clemens Graf von Schönborn-Wiesentheid | 15. Mai 1940 bis 20. Juli 1942        |
| Major          | Alfons Orthofer                        | 25. Juli 1942 bis 12. Oktober 1942    |
| Major          | Walter Rudolf Enneccerus               | 13. Oktober 1942 bis 20. Februar 1943 |
| Oberst         | Helmut Bruck                           | 20. Februar 1943 bis 15. Februar 1945 |
| Oberstleutnant | Manfred Mößinger                       | 16. Februar 1945 bis 8. Mai 1945      |

### Gruppenkommandeure
I. Gruppe
| Dienstgrad   | Name                                     | Datum                                  |
| ------------ | ---------------------------------------- | -------------------------------------- |
| Hauptmann    | Werner Junck                             | 1936                                   |
| Major        | Günter Schwartzkopff                     | Juni 1936 bis 15. September 1937       |
| Major        | Oskar Dinort                             | 16. September 1937 bis 30. Januar 1939 |
| Major        | Karl Freiherr von Dalwigk zu Lichtenfels | 1. Februar 1939 bis 9. Juli 1940       |
| Oberleutnant | Helmut Bruck                             | 10. Juli 1940 bis 25. Juli 1940        |
| Hauptmann    | Wilhelm Meisel                           | 26. Juli 1940 bis 18. August 1940      |
| Hauptmann    | Helmut Bruck                             | 20. August 1940 bis 19. Februar 1943   |
| Major        | Karl Henze                               | 20. Februar 1943 bis 14. November 1944 |
| Hauptmann    | Hans-Joachim Brand                       | 15. November 1944 bis 18. April 1945   |
| Hauptmann    | Egon Stoll-Berberich                     | 19. April 1945 bis 8. Mai 1945         |

II. Gruppe
| Dienstgrad | Name               | Datum                              |
| ---------- | ------------------ | ---------------------------------- |
| Hauptmann  | Graf von Schönborn | 1. Juni 1939 bis 15. Mai 1940      |
| Hauptmann  | Waldemar Plewig    | 15. Mai 1940 bis 8. August 1940    |
| Hauptmann  | Alfons Orthofer    | 15. August 1940 bis 27. Juni 1942  |
| Major      | Kurt Hahn          | 1. Juli 1942 bis 1. April 1943     |
| Hauptmann  | Helmut Leicht      | 1. April 1943 bis 18. Oktober 1943 |
| Hauptmann  | Alexander Gläser   | Februar 1944 bis 8. Mai 1945       |

III. Gruppe
| Dienstgrad | Name              | Datum                                 |
| ---------- | ----------------- | ------------------------------------- |
| Hauptmann  | Helmut Bode       | 9. Juli 1940 bis 25. August 1942      |
| Hauptmann  | Georg Jakob       | 26. August 1942 bis 1. Dezember 1942  |
| Hauptmann  | Franz Kieslich    | 1. Dezember 1942 bis 19. Februar 1945 |
| Hauptmann  | Gerhard Stüdemann | 20. Februar 1945 bis 8. Mai 1945      |

## Bekannte Geschwaderangehörige
- Walter Rudolf Enneccerus (1911–1971), war von 1963 bis 1967 als Brigadegeneral der Luftwaffe der Bundeswehr, Chef des Stabes des Luftwaffenamtes
- Walter Stimpel (1917–2008), war ein Jurist und Richter am Bundesgerichtshof, davon 1978 bis 1985 als Vizepräsident